# سرخس چوبی بزرگ
سرخس چوبی بزرگ (نام علمی: Dryopteris goldieana) نام یک گونه از سرده سرخس نر است.